# شاینر (تگزاس)
شاینر، تگزاس(به انگلیسی: Shiner, Texas) شهری در ایالت تگزاس از ایالات جنوبی ایالات متحده آمریکا است. در سرشماری سال ۲۰۰۰، جمعیت این شهر ۲۰۷۰ نفر اعلام شد.